# 上大堀
上大堀，是臺灣桃園市觀音區的一個傳統地域名稱，位於該區東南部。相較於今日行政區，其範圍大致包括上大里、藍埔里東側凸出部分的大堀溪以東及下草湖以南地區。

## 歷史
台灣清治末期至日治初期，上大堀地區為一街庄，稱為「上大堀庄」，隸屬於竹北二堡。該庄西北與下大堀庄為鄰，東北與崙坪庄為鄰，東南邊為過嶺庄，西南邊隔大堀溪與苦練腳庄、北勢庄為界。
1901年（日治明治三十四年）11月，全台廢縣廳改設二十廳，該庄隸屬於桃仔園廳大崙區。1903年（明治三十六年），改名桃園廳。1909年（明治四十二年）10月，合併二十廳為十二廳，該庄隸屬不變。1920年（大正九年），廢十二廳改設五州二廳，該庄改制為「上大堀」大字，隸屬於新竹州中壢郡觀音庄。

1915年桃園廳行政區劃（不含蕃地）

戰後觀音庄改制為觀音鄉，隸屬於新竹縣，大字亦改制為村。1950年桃、竹、苗分治，觀音鄉改隸屬於桃園縣。2014年12月，桃園縣升格為直轄桃園市，觀音鄉改制為觀音區，村亦改制為里。

## 聚落
本地區發展較早的聚落有大堀（上大堀）、卓厝等，在日治期初期的官方地圖上已有記載。此外，本地區尚有上大聚落。

## 交通
區道桃97線（大湖路、中觀路一段）是坡寮至富源的道路，也是本地區西南側近邊界地帶的主要道路，大致以北北西—南南東走向轉西北—東南走向貫穿本地區至東南側邊界處，再轉向西南沿邊界而行後離境。由該道路西北側向北北西可前往下草湖、下大堀並止於北部邊界接近坡寮的市道112號路口，由東南側向西南可前往富源並止於市道114號路口。
區道桃83線（新富路一段）是山子頂至富源的道路，大致以北北東—南南西走向轉東北—西南走向經過本地區西北端。由該道路東北側向北北東轉東北可前往大同，於該處轉東南與市道112號共線一段路後再轉東北可前往山子頂並止於區道桃35-1線路口；由西南側出境後轉向南南東再轉東南可前往富源並止於市道114號路口。
區道桃85線（忠富路上大段）是忠愛莊至富源的道路，也是本地區中部偏東南的橫向道路，大致以東北東—西南西走向轉東北—西南走向再轉橫向蜿蜒經過本地區。由該道路向東北可前往崙坪東南部邊界地帶的中愛莊並止於市道112號路口，向西轉西南可前往苦練腳地區中部偏南的區道桃83線路口。
區道桃82線是新屋至上大堀的道路，也是本地區西部北側邊界地帶的道路，其東北側端點位於本地區西部北側苦練腳聚落東方的區道桃83線路口。由此向西北沿邊界而行，出邊界後轉向西南可前往北勢、新屋市區並止於市道114號路口。

## 學校
- 上大國小